# Test Myers-Briggs

Schemat

Kwestionariusz Myers-Briggs, MBTI (od ang. Myers-Briggs type indicator) – pseudonaukowy kwestionariusz samoopisowy, opisujący postrzeganie i podejmowanie decyzji człowieka.
Jest rozszerzoną koncepcją Carla Gustava Junga, który zaobserwował, że ludzie mają określone preferencje dotyczące kierowania ich energii, „ładowania akumulatora”, sposobu zbierania informacji i podejmowania decyzji. W ten sposób określił on osiem typów postrzegania. Isabel Briggs Myers i jej matka Katherine Cook Briggs, które rozwinęły pomysł Junga w kwestii hierarchii poszczególnych preferencji w każdym typie osobowości i dodały wymiar opisujący nastawienie do świata zewnętrznego. 
Kwestionariusz MBTI jest popularnym narzędziem rozwojowym, nieprzeznaczonym do selekcji i rekrutacji. Współcześnie odchodzi się od stosowania narzędzi MBTI w badaniu osobowości, stosując zamiast tego model Wielkiej Piątki.

## Założenia
Według Myers i Briggs różnice w ludzkim zachowaniu można opisać przez cztery wymiary:
- Skąd czerpiesz energię? Gdzie preferujesz kierować swoją uwagę? Wymiar E–I
ekstrawersja (ang. extraversion) i introwersja (ang. introversion) Czy kierujesz swoją energię i uwagę na zewnątrz, czy też wolisz koncentrować się na swoim wewnętrznym świecie pomysłów i doświadczeń?
- W jaki sposób preferujesz gromadzić informacje, jakim ufasz? Wymiar S–N
poznanie (ang. sensing) i intuicja (ang. intuition) Czy wolisz gromadzić informacje rzeczywiste i namacalne, mówiące o tym co naprawdę jest, czy też preferujesz koncentrację na całościowym obrazie i powiązaniach między faktami?
- W jaki sposób wolisz podejmować decyzje? Wymiar T–F
myślenie (ang. thinking) i odczuwanie (ang. feeling) Czy przy podejmowaniu decyzji kierujesz się głównie logiką i sprawiedliwością, czy też wolisz bardziej subiektywny proces biorący pod uwagę harmonię i system wartości osób zaangażowanych?
- Jaki jest twój styl życia, pracy? Jak sobie radzisz z otaczającym cię światem? Wymiar J–P
osądzanie (ang. judging) i obserwacja (ang. perceiving) Czy radzisz sobie z życiem w sposób zaplanowany, preferując „osąd” – to znaczy podjęcie decyzji – czy też preferujesz elastyczny styl życia związany z ciągłym otwarciem na nowe informacje?

Zgodnie z koncepcją Myers-Briggs ludzi można podzielić więc na szesnaście typów; nie są to jednak statyczne pudełka, a raczej dynamiczne systemy rozwijających się w ciągu całego życia czterech par preferencji:

- ISTJ
- ESTJ
- ISFJ
- ESFJ
- ISTP
- ESTP
- ISFP
- ESFP
- INTJ
- ENTJ
- INTP
- ENTP
- INFJ
- ENFJ
- INFP
- ENFP

## Krytyka
Krytycy zwracają uwagę na dużą zmienność wyników – połowa badanych otrzymuje zupełnie inną klasyfikację po upływie 5 tygodni od pierwszego wypełniania testu. Z kolei oceniana subiektywnie duża zgodność opisu typu charakteru z obrazem samych siebie może być wyjaśniona przez efekt horoskopowy, co oznacza, że opisy zawierające bardzo ogólne cechy wydają się trafne większości ludzi. Opisy osobowości niekiedy bazują bezpośrednio na treści pytań i wybranych opcjach, stąd wrażenie, że są bardzo trafne.